# Prasat (Varín)
Prasat es una comuna (khum) del distrito de Varín, en la provincia de Siem Riep, Camboya. En marzo de 2008 tenía una población estimada de 5042 habitantes.
Se encuentra ubicada al noroeste del país, a escasa distancia al norte del lago Sap (Tonlé Sap) y de las ruinas de los templos de Angkor y Angkor Wat.